# 12.ª etapa de la Vuelta a España 2018
La 12.ª etapa de la Vuelta a España 2018 tuvo lugar el 6 de septiembre de 2018 entre Mondoñedo y Estaca de Bares sobre un recorrido de 181,1 km y fue ganada por el ciclista Alexandre Geniez del equipo AG2R La Mondiale. El liderato de la Vuelta pasó a manos del ciclista español Jesús Herrada del equipo Cofidis

## Clasificación de la etapa
| \| Clasificación de la etapa \| Clasificación de la etapa \| Clasificación de la etapa \| Clasificación de la etapa \| Clasificación de la etapa \| \| Ciclista \| Ciclista \| Equipo \| Tiempo \| \| \| ------------------------- \| ------------------------- \| ------------------------- \| ------------------------- \| ------------------------- \| \| 1.º \| Alexandre Geniez \| AG2R La Mondiale \| 4 h 22 min 59 s \| \| \| 2.º \| Dylan van Baarle \| Team Sky \| + 0 s \| \| \| 3.º \| Mark Padun \| Bahrain-Merida \| + 0 s \| \| \| 4.º \| Dylan Teuns \| BMC Racing Team \| + 0 s \| \| \| 5.º \| Victor Campenaerts \| Lotto-Soudal \| + 2 s \| \| \| 6.º \| Davide Formolo \| Bora-Hansgrohe \| + 5 s \| \| \| 7.º \| Gianluca Brambilla \| Trek-Segafredo \| + 24 s \| \| \| 8.º \| Dries Devenyns \| Quick-Step Floors \| + 48 s \| \| \| 9.º \| Thomas de Gendt \| Lotto-Soudal \| + 2 min 27 s \| \| \| 10.º \| Valerio Conti \| UAE Team Emirates \| + 2 min 29 s \| \| |                    |                   |                 |
| |                    |                   |                 |
| Fuente: ProCyclingStats |                    |                   |                 |
| Clasificación de la etapa |                    |                   |                 |
| Ciclista | Ciclista           | Equipo            | Tiempo          |
| 1.º | Alexandre Geniez   | AG2R La Mondiale  | 4 h 22 min 59 s |
| 2.º | Dylan van Baarle   | Team Sky          | + 0 s           |
| 3.º | Mark Padun         | Bahrain-Merida    | + 0 s           |
| 4.º | Dylan Teuns        | BMC Racing Team   | + 0 s           |
| 5.º | Victor Campenaerts | Lotto-Soudal      | + 2 s           |
| 6.º | Davide Formolo     | Bora-Hansgrohe    | + 5 s           |
| 7.º | Gianluca Brambilla | Trek-Segafredo    | + 24 s          |
| 8.º | Dries Devenyns     | Quick-Step Floors | + 48 s          |
| 9.º | Thomas de Gendt    | Lotto-Soudal      | + 2 min 27 s    |
| 10.º | Valerio Conti      | UAE Team Emirates | + 2 min 29 s    |

## Clasificaciones al final de la etapa

### Clasificación general
| \| Clasificación general \| Clasificación general \| Clasificación general \| Clasificación general \| Clasificación general \| \| Ciclista \| Ciclista \| Equipo \| Tiempo \| \| \| --------------------- \| --------------------- \| -------------------------- \| --------------------- \| --------------------- \| \| 1.º \| Jesús Herrada \| Cofidis, Solutions Crédits \| 50 h 28 min 56 s \| \| \| 2.º \| Simon Yates \| Mitchelton-Scott \| + 3 min 22 s \| \| \| 3.º \| Alejandro Valverde \| Movistar Team \| + 3 min 23 s \| \| \| 4.º \| Nairo Quintana \| Movistar Team \| + 3 min 36 s \| \| \| 5.º \| Ion Izagirre \| Bahrain-Merida \| + 3 min 39 s \| \| \| 6.º \| Tony Gallopin \| AG2R La Mondiale \| + 3 min 46 s \| \| \| 7.º \| Emanuel Buchmann \| Bora-Hansgrohe \| + 3 min 46 s \| \| \| 8.º \| Miguel Ángel López \| Astana \| + 3 min 49 s \| \| \| 9.º \| Rigoberto Urán \| EF Education First-Drapac \| + 3 min 54 s \| \| \| 10.º \| Steven Kruijswijk \| LottoNL-Jumbo \| + 4 min 05 s \| \| |                    |                            |                  |
| |                    |                            |                  |
| Fuente: ProCyclingStats |                    |                            |                  |
| Clasificación general |                    |                            |                  |
| Ciclista | Ciclista           | Equipo                     | Tiempo           |
| 1.º | Jesús Herrada      | Cofidis, Solutions Crédits | 50 h 28 min 56 s |
| 2.º | Simon Yates        | Mitchelton-Scott           | + 3 min 22 s     |
| 3.º | Alejandro Valverde | Movistar Team              | + 3 min 23 s     |
| 4.º | Nairo Quintana     | Movistar Team              | + 3 min 36 s     |
| 5.º | Ion Izagirre       | Bahrain-Merida             | + 3 min 39 s     |
| 6.º | Tony Gallopin      | AG2R La Mondiale           | + 3 min 46 s     |
| 7.º | Emanuel Buchmann   | Bora-Hansgrohe             | + 3 min 46 s     |
| 8.º | Miguel Ángel López | Astana                     | + 3 min 49 s     |
| 9.º | Rigoberto Urán     | EF Education First-Drapac  | + 3 min 54 s     |
| 10.º | Steven Kruijswijk  | LottoNL-Jumbo              | + 4 min 05 s     |

### Clasificación por puntos
| Clasificación por puntos | Clasificación por puntos | Clasificación por puntos | Clasificación por puntos | Clasificación por puntos |
| Ciclista                 | Ciclista                 | Equipo                   | Puntos                   |                          |
| ------------------------ | ------------------------ | ------------------------ | ------------------------ | ------------------------ |
| 1.º                      | Alejandro Valverde       | Movistar Team            | 85 pts                   |                          |
| 2.º                      | Peter Sagan              | Bora-Hansgrohe           | 83 pts                   |                          |
| 3.º                      | Elia Viviani             | Quick-Step Floors        | 66 pts                   |                          |
| 4.º                      | Benjamin King            | Dimension Data           | 58 pts                   |                          |
| 5.º                      | Danny van Poppel         | LottoNL-Jumbo            | 56 pts                   |                          |
| 6.º                      | Alessandro De Marchi     | BMC Racing Team          | 53 pts                   |                          |
| 7.º                      | Giacomo Nizzolo          | Trek-Segafredo           | 53 pts                   |                          |
| 8.º                      | Dylan Teuns              | BMC Racing Team          | 52 pts                   |                          |
| 9.º                      | Michał Kwiatkowski       | Team Sky                 | 50 pts                   |                          |
| 10.º                     | Bauke Mollema            | Trek-Segafredo           | 44 pts                   |                          |

### Clasificación de la montaña
| Clasificación de la montaña | Clasificación de la montaña | Clasificación de la montaña | Clasificación de la montaña | Clasificación de la montaña |
| Ciclista                    | Ciclista                    | Equipo                      | Puntos                      |                             |
| --------------------------- | --------------------------- | --------------------------- | --------------------------- | --------------------------- |
| 1.º                         | Luis Ángel Maté             | Cofidis, Solutions Crédits  | 60 pts                      |                             |
| 2.º                         | Benjamin King               | Dimension Data              | 33 pts                      |                             |
| 3.º                         | Bauke Mollema               | Trek-Segafredo              | 30 pts                      |                             |
| 4.º                         | Pierre Rolland              | EF Education First-Drapac   | 26 pts                      |                             |
| 5.º                         | Thomas de Gendt             | Lotto-Soudal                | 16 pts                      |                             |
| 6.º                         | Ben Gastauer                | AG2R La Mondiale            | 7 pts                       |                             |
| 7.º                         | Alejandro Valverde          | Movistar Team               | 6 pts                       |                             |
| 8.º                         | Alessandro De Marchi        | BMC Racing Team             | 6 pts                       |                             |
| 9.º                         | Dylan Teuns                 | BMC Racing Team             | 6 pts                       |                             |
| 10.º                        | Nikita Stalnow              | Astana                      | 6 pts                       |                             |

### Clasificación de la combinada
| Clasificación de la combinada | Clasificación de la combinada | Clasificación de la combinada | Clasificación de la combinada | Clasificación de la combinada |
| Ciclista                      | Ciclista                      | Equipo                        | Puntos                        |                               |
| ----------------------------- | ----------------------------- | ----------------------------- | ----------------------------- | ----------------------------- |
| 1.º                           | Alejandro Valverde            | Movistar Team                 | 11 pts                        |                               |
| 2.º                           | Benjamin King                 | Dimension Data                | 26 pts                        |                               |
| 3.º                           | Miguel Ángel López            | Astana                        | 37 pts                        |                               |
| 4.º                           | Bauke Mollema                 | Trek-Segafredo                | 42 pts                        |                               |
| 5.º                           | Simon Yates                   | Mitchelton-Scott              | 49 pts                        |                               |
| 6.º                           | Michał Kwiatkowski            | Team Sky                      | 50 pts                        |                               |
| 7.º                           | Nairo Quintana                | Movistar Team                 | 51 pts                        |                               |
| 8.º                           | Dylan Teuns                   | BMC Racing Team               | 57 pts                        |                               |
| 9.º                           | Simon Clarke                  | EF Education First-Drapac     | 81 pts                        |                               |
| 10.º                          | Gianluca Brambilla            | Trek-Segafredo                | 86 pts                        |                               |

### Clasificación por equipos
| Clasificación por equipos | Clasificación por equipos                | Clasificación por equipos | Clasificación por equipos |
| Equipo                    | Equipo                                   | Tiempo                    |                           |
| ------------------------- | ---------------------------------------- | ------------------------- | ------------------------- |
| 1.º                       | Bahrain-Merida                           | 151 h 23 min 41 s         |                           |
| 2.º                       | Lotto NL-Jumbo                           | + 14 min 10 s             |                           |
| 3.º                       | Movistar Team                            | + 15 min 05 s             |                           |
| 4.º                       | Dimension Data                           | + 15 min 32 s             |                           |
| 5.º                       | Sky                                      | + 16 min 19 s             |                           |
| 6.º                       | Bora-Hansgrohe                           | + 19 min 47 s             |                           |
| 7.º                       | AG2R La Mondiale                         | + 21 min 40 s             |                           |
| 8.º                       | EF Education First-Drapac p/b Cannondale | + 32 min 31 s             |                           |
| 9.º                       | Astana                                   | + 34 min 04 s             |                           |
| 10.º                      | Euskadi Basque Country-Murias            | + 41 min 07 s             |                           |

## Abandonos
Ninguno.